# Jacobus Bergemann
Jacobus Bergemann (ur. 30 kwietnia 1527 w Bernau bei Berlin pod Berlinem; zm. 27 stycznia 1595 we Frankfurcie nad Odrą) – lekarz przyboczny elektora brandenburskiego Joachima II Hektora, profesor greki, matematyki i medycyny na Uniwersytecie Viadrina we Frankfurcie nad Odrą.

## Życiorys
Jacobus Bergemann pochodził z rodziny o bogatych tradycjach naukowych i aptekarskich. W wieku 16 lat rozpoczął studia na Uniwersytecie Viadrina, po zaledwie 2 latach otrzymał nagrodę Wydziału Filozofii a w 1546 został magistrem. 10 lat później został profesorem greki i matematyki. Od 1559 doktor medycyny, zaś od 1562 - lekarzem przybocznym Joachima II Hektora. Wielokrotny dziekan Wydziału Medycyny, przez pewien czas rektor Uniwersytetu Viadrina.